# Resolutie 138 Veiligheidsraad Verenigde Naties
Resolutie 138 van de Veiligheidsraad van de Verenigde Naties werd aangenomen op 23 juni 1960. De resolutie werd goedgekeurd met acht stemmen voor, geen tegen en de twee onthoudingen van Polen en de Sovjet-Unie. De Veiligheidsraad vroeg Israël het goed te maken met Argentinië nadat het Argentiniës soevereiniteit had geschonden om een nazi-kopstuk naar Israël te halen.

## Achtergrond
SS-er Adolf Eichmann was tijdens de Tweede Wereldoorlog verantwoordelijk geweest voor de deportatie van Joden naar de concentratiekampen. In de jaren 1950 was hij naar Argentinië gevlucht, waar hij onder een valse naam ging leven. Hij werd opgespoord en op 11 mei 1960 door de Israëlische geheime dienst Argentinië uit gesmokkeld en naar Israël overgebracht. In 1962 werd Eichmann berecht en ter dood veroordeeld. Op 1 juni van dat jaar werd het vonnis voltrokken.

## Inhoud
De Veiligheidsraad had de klacht bestudeerd dat de overbrenging van Adolf Eichmann naar Israël een schending was van de soevereiniteit van Argentinië. Er werd op gewezen dat de schending van de soevereiniteit van een lidstaat tegen het Handvest van de Verenigde Naties is.
De Veiligheidsraad merkte op dat respect voor elkaars soevereiniteit essentieel was voor een harmonieuze samenleving, en merkte op dat een herhaling van het gebeurde onveiligheid en wantrouwen wekte en de wereldvrede in gevaar bracht. Er werd herinnerd aan de wereldwijde veroordeling van de Jodenvervolging door de nazi's en dat mensen wereldwijd vonden dat Eichmann terecht moest staan voor zijn misdaden. Tegelijkertijd werd opgemerkt dat deze resolutie geenszins de misdaden van Eichmann vergeeft.
De Veiligheidsraad verklaarde dat daden als deze aangaande de soevereiniteit van een lidstaat die internationale wrijving veroorzaken de internationale vrede en veiligheid in gevaar kunnen brengen, en vroeg Israël het nodige te doen om de kwestie op te lossen. De Veiligheidsraad hoopte dat de goede relaties tussen Argentinië en Israël konden worden voortgezet.
Lijst ·  133 ·  134 ·  135 ·  136 ·  137 ·  138 ·  139 ·  140 ·  141 ·  142 ·  143 ·  144 ·  145 ·  146 ·  147 ·  148 ·  149 ·  150 ·  151 ·  152 ·  153 ·  154 ·  155 ·  156 ·  157 ·  158 ·  159 ·  160